# ستيغ ليندبرغ (أستاذ جامعي)
ستيغ ليندبرغ (بالسويدية: Stig Lindberg)‏ هو رسام ورسام توضيحي ومصمم سويدي، ولد في 17 أغسطس 1916 في أوميو في السويد، وتوفي في 7 أبريل 1982 في تيراتشينا في إيطاليا بسبب نوبة قلبية.